# 儂本多情 (歌曲)
《儂本多情》，1984年無線電視劇《儂本多情》的主題曲，由鄭國江填词、黎小田作編曲及監製、張國榮主唱，同年收錄於張國榮的專輯《Leslie》中。

## 背景
此曲反映張國榮其時走「少女的夢中情人」的路線。他亦是《儂本多情》的男主角。
樂曲以降E大調寫成，4/4節拍，BPM為76，屬慢板抒情。黎小田說為了配合劇集，營造懷舊復古的氣氛，運用了特別的和弦。
填詞人鄭國江憶述編導說故事源自張愛玲的《傾城之戀》，鄭國江便按原著描寫一段飄忽的愛情，但製作方後來拍的卻不是《傾城之戀》。歌名又原為《一串夢》，與張國榮的舊曲《一片痴》對應。鄭國江曾擔心歌曲由男歌手演繹，「儂」在粵曲卻是女性的自稱；雖然在上海話是「你」的意思，解得通，但這樣就與「是我天生多情」一句矛盾，他唯有以愛情本身就是矛盾來解釋。 

## 反響和評價
填詞人潘源良認為歌曲既切合所屬影視，也能獨立欣賞，關鍵是詞人寫的是「共通的情感」，而非過份集中在個別角色上。
2007年，黎小田從歷年創作中挑選出最愛的三首，《儂本多情》佔一席（還有《胭脂扣》及《大地恩情》）。張國榮逝世後，黎小田表示最喜歡為他創作的《儂本多情》與《痴心的我》，而前者「除了配合劇集外，還配合他，只有他才能唱出風度翩翩的情懷。」；後來又認為張國榮「那種輕描淡寫、不願讓別人看見自己內心痛楚的處理方法恰到好處」。
影音網站SPILL評此曲旋律優美，屬黎小田典型風格，並指張國榮的演繹富於細微的變化，不同於當時流行的「字正腔圓」唱法，使此曲「甚有永恆經典的感覺，不會過時」。
多位名人曾表達對此曲的熱愛，如作家李碧華和演員章子怡
。藝人鄭欣宜也曾在張國榮紀念音樂會獻唱此曲，並表示是母親沈殿霞生前的愛曲。

## 翻唱版本
| 年份 | 歌手           | 場合/專輯                                | 來源   |
| ---- | -------------- | ---------------------------------------- | ------ |
| 1984 | 甄妮           | 甄妮特輯之不再孤獨                       | [ 15 ] |
| 2005 | 楊千嬅、林一峰 | 楊千嬅 x 林一峰拉闊音樂會                | [ 16 ] |
| 2006 | 劉家昌         | 往事只能回味 劉家昌音樂會                | [ 17 ] |
| 2007 | 黎小田         | 問我30年黎小田演唱會                     | [ 18 ] |
| 2008 | 鄭欣宜         | “Miss You Much Leslie 继续宠爱音乐会     | [ 14 ] |
| 2013 | 區瑞強         | 繼續寵愛 - 張國榮                        | [ 19 ] |
| 2013 | 商天娥         | 繼續寵愛．十年Miss You Much Leslie演唱會 | [ 20 ] |
| 2015 | 夏韶聲         | 諳3                                      | [ 21 ] |
| 2017 | 古巨基         | Salute to dear Leslie                    | [ 22 ] |

## 外部連結
- 理工大學《鄭國江詞作手稿特藏》的手稿。 （页面存档备份，存于）
- 《鄭國江詞作手稿特藏》另一稿，題為棄用曲名《一串夢》，歌詞亦與面世版本有所分別。 （页面存档备份，存于）